# Brandberger Kolm
Le Brandberger Kolm est une montagne qui s’élève à 2 700 m d’altitude dans les Alpes de Zillertal, en Autriche.